# Борівський заказник
Бо́рівський зака́зник — ботанічний заказник у Котелевському районі Полтавської області, між селами Милорадового і Матвіївка. 
Площа 50 га, створений 1979 р. на території Борівського лісництва (квартал 71). 
Місце зростання рідкісних рослин, ряд яких занесена до Червоної Книги України. Штучно створені дубово-соснові та соснові насадження. На території заказника — система стариць та озер, які з'єднуються з річкою Мерлою.